# Frankliniella davidsoni
Frankliniella davidsoni är en insektsart som beskrevs av Dudley Moulton 1936. Frankliniella davidsoni ingår i släktet Frankliniella och familjen smaltripsar. Inga underarter finns listade i Catalogue of Life.